# Gleirschtaler Brandjoch
Das Gleirschtaler Brandjoch ist ein 2372 m ü. A. hoher, doppelgipfliger Berg in der Nordkette im Karwendel nördlich über der Arzler Scharte.

## Zustiege
Der Anstieg führt mit Seilversicherungen von der Mandlscharte im Schwierigkeitsgrad UIAA I auf den Südgipfel (2374 m ü. A.). Dort befinden sich das 1960 eingeweihte Melzerknappen-Denkmal sowie etwas unterhalb eine Schutzhütte. Die Mandlscharte ist über den Goetheweg von der Station Hafelekar der Nordkettenbahn oder über die Pfeishütte erreichbar.
Der Weiterweg zum Nordgipfel verläuft direkt über den Grat UIAA I (nicht versichert). Vom grasigen Hochsattel Niederbrandjoch unterhalb des Nordgipfels ist ein alternativer Rückweg durch die Schotterreiße zur Mandlscharte möglich (Steigspuren).